# Садибний будинок Куколь-Яснопольських
Садибний будинок Куколь-Яснопольських — колишня поміщицька садиба, пам'ятка архітектури національного значення (охоронний № 1536). Розташований на краю села Куянівка Білопільського району Сумської області.

## Історія
Будинок зведений у 1840-х роках у стилі класицизму. Був частиною великої садиби, що належала місцевим поміщикам Куколь-Яснопольским. Окрім головного будинку, до складу садиби входила мурована церква Іоана Воїна, зведена Федором Куколь-Яснопольським у 1803-1812 роках і парк з альтанкою і родинним мавзолеєм. Після смерті у 1869 році тодішнього власника садиби та місцевого цукрового заводу Івана Куколь-Яснопольського, садиба перейшла у власність його вдови, Елеонори Яківни Куколь–Яснопольської (до шлюбу Мартинсон), а пізніше, як посаг — до Олександра Прянішнікова, який у 1879 році одружився з донькою Івана та Елеонори Куколь-Яснопольських, Єлизаветою.
У 1918 році садибу націоналізували та віддали у відання Куянівського цукрового заводу. Деякий час на першому поверсі садиби розміщувалася школа для дітей селян, пізніше тут відкрився заводський клуб.

## Опис
Будинок мурований, двоповерховий, тинькований і побілений. Планування прямокутне, ускладнене архітектурними елементами, внутрішнє планування — коридорного типу, із двостороннім розміщенням кімнат. Головний фасад виконаний у стилі класицизму і тому доволі скромний. По центральній осі головного фасаду виступає полуротонда із чотирма колоннами доричного ордеру, сам фасад фланкований ризалітами. Парковий фасад розкріпований, бокові кріповки завершені трикутними фронтонами з люнетами у тимпанах. На цьому фасаді виділяється балкон на чавунних стійках. Вікна прості, прямокутні, без облямувань, фасад увінчаний простим карнизом. Перекриття пласкі балкові.
В інтер'єрі збереглося декорування і розписи головної зали, розділеної аркадою на дві частини.
Будинок є композиційним центром палацово-паркового ансамблю і замикає його головну вісь, що проходить із заходу на схід. У парку при садибі існувала альтанка та родинний мавзолей Куколь-Яснопольских, проте у XXI столітті лишився лише один надгробок.
Станом на початок XXI століття будинок Куколь-Яснопольських у Куянівці не використовується і перебуває у вкрай аварійному стані.